# محمد البطران
اللواء محمد عباس حمزة البطران (31 ديسمبر 1956 - 29 يناير 2011) هو ضابط مصري كان مساعداً لوزير الداخلية ورئيساً لمباحث قطاع السجون.

## حياته ونشأته ومسيرته
- ولد في 31 ديسمبر 1956 بنزلة البطران الواقعة بحي الهرم محافظة الجيزة، تخرج من أكاديمية الشرطة، عمل مساعداً لوزير الداخلية ورئيساً لمباحث قطاع السجون.[2]
- برز أسمه عندما تصدى لمحاولة خروج للمساجين من سجن الفيوم يوم جمعة الغضب أثر ثورة يناير، ولكنه قتل في اليوم التالي رمياً بالرصاص في ظروف غامضة أثناء محاولة مجهولين فتح أبواب السجن وتهريب المساجين من سجن القطا الواقع على طريق المناشي بالقناطر في فجر ذلك اليوم أثناء ثورة 25 يناير التي حدث أثناءها حالات هروب جماعية للمساجين عندما أفسح القائمون على السجون طريق الهرب لهم مما يشير إلى تورط وزارة الداخلية ووزير الداخلية[3] الأسبق حبيب العادلي في هذه الحادثة.[محل شك]

## مقتله
قتل إثر رصاصة قاتلة في الصدر، فجر يوم 29 يناير 2011 علماً أنه تم دفنه صباح الثلاثين من يناير، فبحسب أحد حراس سجن القناطر فإن مقتله كان نتيجة لمحاولته صد مجهولين من فتح أبواب السجن وتهريب السجناء خصوصاً بعد مقتل حارسين كانا معه، ولكن المجهولين نجحوا في تصفيته وقتله، بينما أكّد المستشار عمر مروان، مساعد وزير العدل استخدام لودرات لهدم أسوار السجن، مشيرا إلى أن أفراد الشرطة المتواجدين في أبراج الحراسة أطلقوا النار على البطران وعدد من المساجين، مما تسبب في مقتل البطران برصاصتين خطأ، ليس هذا كل التناقض فحسب فالتحقيقات تظهر أن الكثير من المساجين لم ينووا الهروب أصلا معللين ذلك بأن السجن كان محاصراً بالألغام وكمين شرطة وأن الضباط كانوا يضربون بالخرطوش ويلقون الغاز المسيل للدموع كما تظهر الكثير من التضاربات في شهادات الشهود ولكن شهادات المساجين وبعض الحراس تفيد بأن اللواء البطران صاح في وجه مفتش المباحث عصام البسراطي قائلا «إيه ده إنتوا حصلتوا تضربوا المساجين بالنار جوا العنابر ؟! أنا هحولك للمحاكمة وأنا هحقق معاك بنفسي» بعد هذا قام عصام البسراطي بالإشارة إلى ضابط كان فوق برج (تحديداً البرج الثالث) و هو جهاد حلاوة الذي قام بعد ذلك بإطلاق النار على اللواء البطران وسيد جلال وبعض السجناء مما تسبب في مقتل البطران وإصابة سيد جلال وقتل عشرات المساجين .[محل شك]

### تحقيقات
جاءت التحقيقات فلقد أستمع القاضي إلى شهادة المتهمين جهاد حلاوة وعضام البسرطي مع بعضهما البعض.
ورغم أن أسرة اللواء البطران ورغبة منها في معرفة الحقيقية وافقت على تشريح جثته بعد 6 أشهر من وفاته، وأعيد فتح التحقيق للمرة الثانية بعد أن أثبت تقرير الطب الشرعى أن البطران قتل برصاصة واحدة جاءت من أعلى لأسفل أى أن الرصاصة جاءت من مكان مرتفع في السجن، وهو أحد أبراج المراقبة بما يؤكد صحة أقوال عشرات الشهود الذين أدلوا بأقوالهم بل، وحددوا اسم من أطلق الرصاصة إلا أن نتيجة التحقيق الثانى جاءت لم تجد سوى المجهول لتعلق قى رقبته دماء البطران.